# Jean Daubard
Jean Daubard, né le 29 avril 1926 à Montceau-les-Mines (Saône-et-Loire) et décédé à Paris 12e le 28 mars 2012, instituteur puis professeur d’enseignement général de collège, est un militant syndicaliste français qui fut notamment secrétaire général du Syndicat national des instituteurs de 1967 à 1969, secrétaire général de la Fédération internationale des associations d’instituteurs (1970-1982) puis secrétaire général de la Fédération générale des retraités de la Fonction publique (1987-1990).
Jean Daubard entre à l'école normale de Dijon (Côte-d’Or) en 1944. Bachelier en 1947, il enseigne après son année de formation professionnelle (1947-1948) en école primaire puis au cours complémentaire (devenu collège d’enseignement général de Seurre (1950-1962).
Secrétaire départemental du SNI de Côte-d'Or, il est élu membre du Bureau national du Syndicat national des instituteurs (SNI) en décembre 1961 sur la liste « autonome » conduite par Pierre Desvalois. Jean Daubard, devient « secrétaire permanent » en 1962. À partir de novembre 1962, il entre également à la commission administrative nationale de la Fédération de l'Éducation nationale (FEN) à partir de novembre 1962.
Jean Daubard succède à Pierre Devalois comme secrétaire général du Syndicat national des instituteurs en janvier 1967. Il le demeure jusqu'au 15 mai 1969. Conformément à la tradition, il entre au Bureau de la FEN en 1967. Daubard participe en juin 1968 à la conférence de Grenelle et assura la prise de notes de la réunion. Il est marqué par les événements de mai-juin et par l’intrusion des militants minoritaires gauchistes dans les locaux du SNI. Après avoir quitté ses fonctions de secrétaire général. Il est également réélu à la commission administrative de la FEN jusqu'en 1973 (mandat 1973-1975). Il y siège comme suppléant de 1976 à 1980.
Daubard siège au Bureau national du SNI jusqu’en mars 1970 sur la liste conduite par André Ouliac. Il devient alors secrétaire général de la Fédération internationale des associations d’instituteurs jusqu’en 1982, année de sa retraite.
Membre du Bureau de la Fédération générale des retraités de la Fonction publique (1983-1992), il en devient secrétaire général de la FGR de 1987 à 1990 où il passe la main à Michel Vincent. Pendant qu’il exerce les fonctions de secrétaire général de la FGR, il est parallèlement désigné, selon une tradition ancienne, comme représentant des retraités au Bureau national du SNI-PEGC dont le secrétaire général est alors Jean-Claude Barbarant.
Après avoir cessé ses fonctions à la FGR, il n’a plus d'activités militantes. Installé à Paris, il meurt en avril 2012.